# Kernheizwerk Woronesch
Woronesch (russisch Воронежская АСТ Woroneschskaja AST [ⓘ]) sollte ein Kernheizwerk nahe der Stadt Woronesch werden,
Hauptstadt der gleichnamigen russischen Oblast, und sie mit Fernwärme versorgen. Das Projekt wurde zwar nach einem Referendum eingestellt, der Bau soll aber wieder aufgenommen werden.

## Geschichte
Der Bau des Kernheizwerkes Woronesch (NHP – Nuclear Heating Plant) begann im Jahre 1983. Es wurde begonnen, zwei AST-500 zu bauen. Der Bau wurde jedoch am 15. April 1990 wieder gestoppt, da an diesem Tag ein Referendum in Woronesch durchgeführt wurde, bei dem sich 96 % der Bürger gegen den Weiterbau des Kernheizwerkes aussprachen. Am 28. Dezember 1992 verabschiedete die russische Regierung die Pläne zur Stilllegung des Baus des Kernheizwerks Woronesch, die Regierung der Oblast Woronesch machte jedoch Pläne für den Weiterbau.
Am 21. Juli 1998 gab die russische Regierung eine Ausschreibung für die Fertigstellung frei. Das Heizwerk war jedoch nicht aus dem föderalen Budget bezahlbar. Kalkulationen hatten ergeben, dass die Fertigstellung der beiden Blöcke 543,4 Millionen US-Dollar gekostet hätte. Die Umweltkommission hatte am 14. April 1995 schon einmal einen Bericht veröffentlicht, in dem es hieß, dass sich die Kommission noch nicht entschieden habe. Am 27. Mai 1998 unterzeichneten Rosenergoatom und Gouverneur Iwan Schabanow einen Vertrag über die Fertigstellung des Heizwerks und die Einbeziehung der Bürger in den Bau. Der damalige Bürgermeister von Woronesch, Alexander Tsaplin, kümmerte sich um alle rechtlichen Fragen, die das Heizwerk betrafen. Am 15. September 1998 wurde eine wirtschaftliche Machbarkeitsstudie in Auftrag gegeben, die von der Duma der Oblast Woronesch veröffentlicht wurde: der Bau wäre weiterhin machbar.

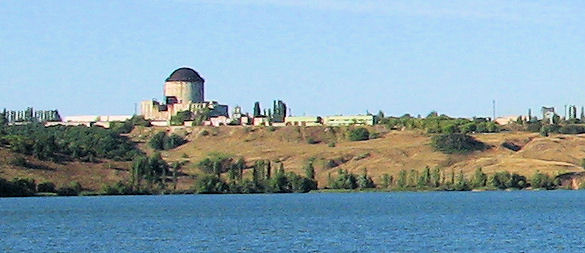
Das Kernheizwerk am Woronescher Wasserreservoir

Im März 1999 wurde im Auftrag des Duma-Vorsitzenden Anatoli Goliusow eine Prüfung zur Heizungssituation in Woronesch durchgeführt. Das Ergebnis schockierte: Der Stadt fehlte eine Menge an Heizkapazität, die vier solche AST-500-Reaktoren ausmachen würde. Im Januar 2000 kam es durch die Wahlen zu einem Machtwechsel in der Duma der Oblast Woronesch. In einer Pressekonferenz, die extra wegen des Kernheizwerks einberufen wurde, wurde bekanntgegeben, dass sich die Duma weiterhin für den Bau der beiden AST-500-Reaktoren ausspreche. Der damalige Rosatom-Vorstand ließ verlautbaren, dass er genau wie die Stadträte der Stadt Woronesch am Weiterbau festhalte. Allerdings sind nach öffentlichen Meinungsumfragen immer noch 80 % der Bürger gegen das Projekt, seit Juli 2000 wurde der Bau nicht wieder aufgenommen.
Die Kosten für das Bauprojekt wären nach den Berechnungen von 1995 nicht weiter angestiegen und würden immer noch 543,4 Millionen US-Dollar betragen. Rosatom und Minatom beabsichtigen, den Bau zusätzlich zu den lokalen Fonds finanziell zu unterstützen, es ist aber noch völlig offen, ob und wann der Bau wieder aufgenommen wird. Es war geplant, dass die Reaktoren 2012 und 2018 den Leistungsbetrieb aufnehmen sollten.

## Daten der Reaktorblöcke
Das Kernheizwerk sollte zwei Blöcke bekommen:
| Reaktorblock | Reaktortyp | Netto- leistung | Brutto- leistung | Anfang Projektplanung       | Baubeginn | Projekteinstellung (Baustopp) |
| ------------ | ---------- | --------------- | ---------------- | --------------------------- | --------- | ----------------------------- |
| Woronesch-1  | AST-500    |                 | 1114 MW          | 24.06.2008 (Wiederaufnahme) |           |                               |
| Woronesch-2  | AST-500    |                 | 1114 MW          | 12.07.2009 (Wiederaufnahme) |           |                               |